# 内藤用一郎
内藤 用一郎（ないとう よういちろう、1900年〈明治33年〉6月25日 - 没年不明）は、日本の実業家。貸しビル業。内藤ビル取締役社長、修猷館同窓会副会長、修猷館柔道倶楽部副会長。毎日新聞記者を経て、竹下登の秘書をつとめた内藤武宣は三男。漫画家の影木栄貴や音楽家のDAIGO（内藤大湖）は孫。

## 生涯
福岡県福岡市出身。1921年、福岡県立中学修猷館卒業。学生時代、柔道選手として活躍。1924年、大林組入社。1934年、福岡支店主任庶務主任。1940年、京城支店総務部長。1943年、小倉区九州合同製器専務取締役就任。1944年、九州採炭新手鉱業所総務部長。
1946年、岩崎組取締役副社長就任。1949年、内藤建設創立取締役社長就任。1950年、県小学校父母教師会連合会結成、会長就任。1951年、日本父母と先生全国協議会理事。同年県学校給食推進協議会会長。1966年、社名を内藤ビルに変更、取締役社長に引き続き就任。

## 人物
宗教は真宗。

## 家族・親族

### 内藤家
（福岡県福岡市大名）
- 妻・らく[1]

1908年（明治41年）生 -
- 長男[1]・正道
- 長女・陽子（画家：野見山暁治の妻）[3]。
- 次女・弘子（福岡バレエ学園経営）[1]
- 次男[1]・勇策
- 三男・武宣（毎日新聞記者）[1]

1938年（昭和13年）生 -
- 四男[1]・常光